# Point Diablo Light
Point Diablo Light ist ein Schifffahrtszeichen bei Point Diablo, das etwa auf halbem Weg zwischen der Lime Point Light Station und Point Bonita Light am Rande der Golden Gate liegt.
Point Diablo Light wurde 1923 auf Beschluss des United States Lighthouse Service in Form eines kleinen weißen Gebäudes rund 15 Meter über dem Wasserspiegel mitten in die Steilküste hineingebaut. Die vom Wasser aus über eine steile Treppe erreichbare Signalstation wurde über ein Telefon- und ein Stromkabel mit der Lime Point Light Station verbunden. Die Wärter der Anlage von Lime Point konnten auf diese Weise den ordnungsgemäßen Betrieb von Point Diablo Light kontrollieren und die Anlage aus der Ferne in Betrieb setzen. Einmal wöchentlich wurde Point Diablo Light von der Besatzung von Lime Point Light Station gewartet. Zunächst mit zwei linsenverstärkten Laternen und einer elektrischen Sirene versehen, ist die Anlage heute mit einem automatisierten und solarbetriebenen Leuchtfeuer und einem Nebelhorn ausgestattet. 